# Edetato cálcico sódico
El edetato de calcio y sodio (EDTA de calcio y sodio ), también conocido como edetato de calcio disódico entre otros nombres, es un medicamento que se utiliza principalmente para tratar elenvenenamiento por plomo que incluye la intoxicación por plomo a corto y largo plazo. En caso de encefalopatía por plomo se suele utilizar junto con dimercaprol. No parece ser útil para la toxicidad del tetraetilo de plomo. Se administra mediante inyección lenta en una vena o en un músculo.
El efectos secundario más común es el dolor en el lugar de la inyección. Otros efectos secundarios pueden ser problemas renales, diarrea, fiebre, dolores musculares e hipotensión. Cuando se utiliza durante el embarazo, es probable que los beneficios sean mayores que los riesgos. El edetato de calcio y sodio pertenece a la familia de los llamados agentes quelantes. Se trata de una sal de edetato con dos átomos de sodio y uno de calcio. Actúa uniendo una serie de metales pesados, lo que les permite salir del cuerpo en la orina.
El edetato de calcio y sodio comenzó a utilizarse con fines médicos en los Estados Unidos en 1953. Está en la Lista de Medicamentos Esenciales de la Organización Mundial de la Salud, los medicamentos más eficaces y seguros que se necesitan en un sistema sanitario. En Estados Unidos, un tratamiento costaba entre 50 y 100 dólares en 2015. El edetato disódico es una formulación diferente que no tiene los mismos efectos.